# Nationalpark Kap Hoorn
Der 1945 gegründete Nationalpark Kap Hoorn (span. Parque Nacional Cabo de Hornos) ist ein 631 km² großes chilenisches Naturschutzgebiet an der äußersten Südspitze Südamerikas. Es wird von der chilenischen Forstbehörde Corporación Nacional Forestal (CONAF) verwaltet.
Das Gebiet des Nationalparks beinhaltet die gesamte südlichste, unbewohnte Inselgruppe des Feuerland-Archipels, die die beiden eng  benachbarten Inselgruppen Wollaston-Inseln und Hermite-Inseln umfasst. Auf der Isla Hornos liegt das Kap Hoorn.
Die Landschaft des Parks ist geprägt durch ihre felsigen Inseln, das hier fast immer aufgewühlte Meer und das sehr raue, schon von der Antarktis beeinflusste Klima. Nach der bekannten Klimaklassifikation von Köppen & Geiger liegt das Gebiet im Tundrenklima (ET). Die  Jahreszeitenklimate nach Troll & Paffen weisen subpolares, hochozeanisches Klima (I.4) aus. Die Vegetation ist vom Typ der baumlosen „Magellantundra“ mit subpolarem Grasland.
Zur Pflanzenwelt gehören Baumbestände mit Magellan-Südbuche, der Canelo-Baum (Drimys winteri), Maytenus magellanica und Antarktischer Scheinbuche. An der Küste können Seeleopard, Mähnenrobbe, und Südlicher See-Elefant beobachtet werden. In der zugehörigen geschützten Meereszone kommen mehrere Delfinarten wie z. B. Weißbauchdelfin und Peale-Delfin vor.
Der Nationalpark ist seit 2005 gemeinsam mit dem Nationalpark Alberto de Agostini auch ein Biosphärenreservat der UNESCO.